# Lachnocaulon
Lachnocaulon es un género  de plantas con flores perteneciente a la familia Eriocaulaceae. Es nativo del sudeste de Norteamérica hasta Texas y Cuba. Comprende 13 especies descritas y de estas, solo 7 aceptadas.

## Taxonomía
El género fue descrito por Carl Sigismund Kunth  y publicado en Enumeratio Plantarum Omnium Hucusque Cognitarum 3: 497. 1841. La especie tipo es: Lachnocaulon michauxii Kunth. 

## Especies aceptadas
A continuación se brinda un listado de las especies del género Lachnocaulon aceptadas hasta marzo de 2014, ordenadas alfabéticamente. Para cada una se indica el nombre binomial seguido del autor, abreviado según las convenciones y usos.
- Lachnocaulon anceps (Walter) Morong
- Lachnocaulon beyrichianum Sporl. ex Körn.
- Lachnocaulon cubense Ruhland
- Lachnocaulon digynum Körn.
- Lachnocaulon ekmanii Ruhland
- Lachnocaulon engleri Ruhland
- Lachnocaulon minus (Chapm.) Small